# Opel 33/60 PS
L'Opel 33/60 PS est une voiture de la catégorie luxueuse construite par Adam Opel KG seulement en 1908.

## Historique et technologie
La 33/60 PS était à l'époque le modèle le plus puissant de la gamme Opel, encore plus puissant que la 29/50 PS contemporaine.
Le moteur était un moteur quatre cylindres d'une cylindrée de 8 620 cm³ (alésage × course = 140 mm 140 mm), qui produisait 60 ch (44 kW) à 1 500 tr/min. Le moteur à commande latérale avec tête en T était refroidi par eau; Une pompe centrifuge a été installée pour le circuit de refroidissement. La puissance du moteur était transmise à l'essieu arrière via un embrayage à cône en métal, une boîte de vitesses manuelle à quatre vitesses et un arbre à cardan.
Le cadre constitué de profilés en U en tôle en acier était disponible avec deux empattements, 3 240 mm et 3 700 mm. Les deux essieux rigides étaient suspendus sur des ressorts à lames semi-elliptiques. Le frein de service agissait sur l'arbre de sortie de la transmission. Le frein à main a été conçu comme un frein à tambours agissant sur les roues arrière.
Il y avait trois styles de carrosserie, une voiture de tourisme à quatre places, une limousine Pullman quatre portes et un landaulet. La variante la moins chère (la voiture de tourisme), coûtait 16 500 Reichsmark, les autres versions pouvaient coûter jusqu'à 22 000 RM.
Fin 1908, la construction de la 33/60 PS est arrêtée. La successeur était le modèle 35/60 PS.